# Roland Ferneborg
Erik Roland Ferneborg, född 28 april 1924 i Ovansjö, Gästrikland död 9 juni 2004 i Halltorp, var en svensk kompositör och sångtextförfattare.
Han grundade tillsammans med Sture Wahlberg skivbolaget SweDisc.